# Próspero Morales
Próspero Morales (San Marcos, Guatemala, 31 de diciembre de 1856 - Huehuetenango, 17 de agosto de 1898) fue un abogado y militar guatemalteco que sirvió en los despachos de ministro de Fomento, ministro de la Guerra y ministro de Instrucción Pública durante el gobierno del general José María Reina Barrios. Poco después de iniciado el gobierno de Reina Barrios, contrajo matrimonio con la reconocida pedagoga guatemalteca Natalia Górriz. Renunció a sus despachos ministeriales el 5 de marzo de 1897 para participar como candidato presidencial en las elecciones presidencial programadas para ese año; sin embargo, en septiembre de 1897, tras el fracaso de la Exposición Centroamericana y la severa crisis económica en que se encontró Guatemala por la caída internacional de los precios del café y de la plata, el general Reina Barrios aplazó las elecciones e intentó extender su mandato hasta 1902.  Morales, entonces, se unió a los miembros de la Revolución quetzalteca quienes intentaron rebelarse contra el gobierno pero fueron repelidos el 14 de septiembre.  Luego del asesinato de Reina Barrios en febrero de 1898, intentó una invasión contra su sucesor, el licenciado Manuel Estrada Cabrera -a quien conocía por haber sido el ministro de Gobernación de Reina Barrios- pero fue repelido por las fuerzas del expresidente Manuel Lisandro Barillas. 
El municipio de Morales en el departamento de Izabal fue nombrado en su honor.

## Biografía
Estudió en el Instituto Nacional Central para Varones y en la Escuela Facultativa de Derecho y Notariado del Centro de la Universidad Nacional de Guatemala, donde se graduó como abogado en 1880. Inmediatamente después regresó a San Marcos, en donde se dedicó al cultivo del café, ya que su padre había colaborado con la Reforma Liberal y había obtenido una finca cafetalera en premio.
Durante el gobierno del general Justo Rufino Barrios, fue profesor de enseñanza secundaria y diputado varias veces.  Luego, sirvió en el juzgado de primera instancia de Amatitlán y finalmente pasó a la subsecretaría de la Guerra, en donde estuvo hasta 1884, cuando fue elegido como fiscal para la sala primera de apelaciones. Posteriormente fungió como magistrado de la Corte Suprema de Justicia de Guatemala.
Cuando el general José María Reina Barrios fue elegido presidente en 1892, Morales fue designado como ministro de la Guerra y ministro de Fomento, obteniendo el grado de coronel del ejército. También influyó en el presidente Reina Barrios para que éste nombrara como Ministerio de Gobernación al licenciado quetzalteco Manuel Estrada Cabrera. En 1894, contrajo matrimonio con la profesora Natalia Górriz, quien a pesar de su corta edad —tan sólo veintiséis años al momento del matrimonio— ya había sido profesora del Instituto Belén, fundadora y directora de la Escuela Normal de Señoritas e inspectora general de la Instrucción Primaria de la Ciudad de Guatemala.

### Celebraciones del cuarto centenario del Descubrimiento de América

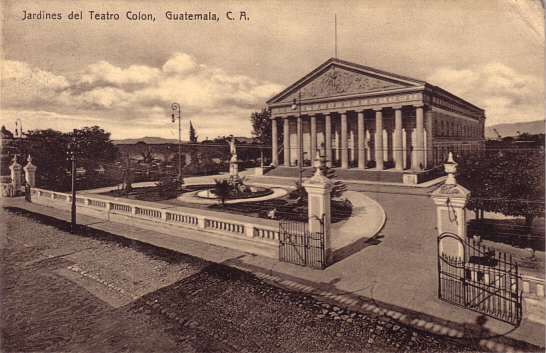
Teatro Colón tras su remodelación en 1892.

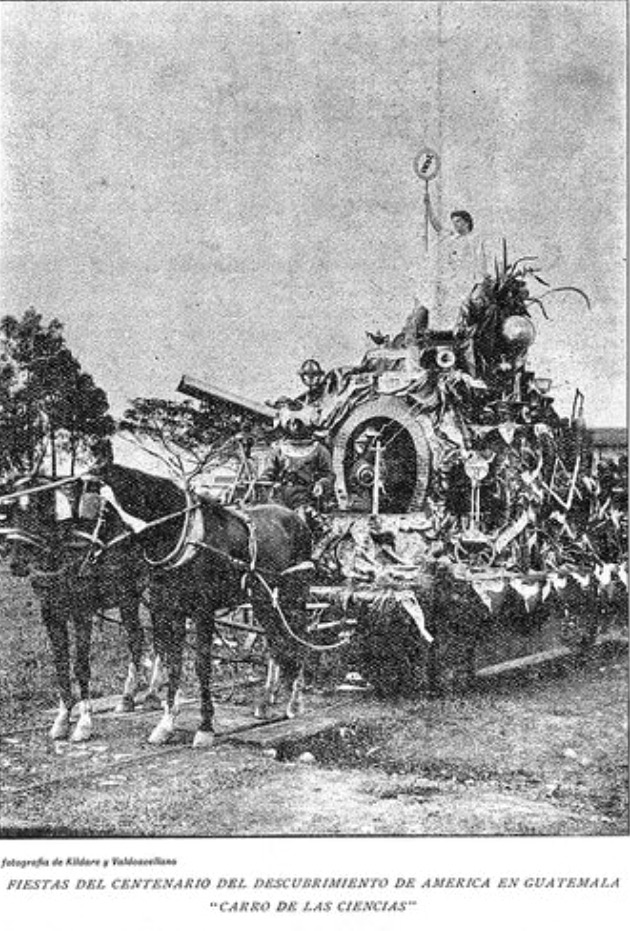
Carroza de «Las Ciencias» durante la celebración del IV Centenario del Descubrimiento de América. Fotografía de Guatemala Ilustrada en 1892.

Morales estuvo a cargo de las festividades para celebrar el cuarto centenario del Descubrimiento de América que fueron programadas por el gobierno del general José María Reina Barrios de acuerdo al decreto 443, de junio de 1892, en el que se declaró como día festivo el 12 de octubre de ese año y se convocó a concurso poesías e himnos en honor a Cristóbal Colón. Posteriormente, el secretario de Estado emitió el correspondiente acuerdo, que contenía el programa de festejos y que contemplaba una procesión escolar que recorriera las principales calles de la ciudad el día 11 de octubre, terminando a los pies del monumento provisional a Cristóbal Colón que había sido construido frente al Teatro Colón por el gobierno del general Manuel Lisandro Barillas Bercián.
Para el día 12 de octubre se programó una procesión cívica, con participación de personajes vestidos a la usanza del siglo xv, y carros alegóricos entre los que estaban: la galera «Santa María», tripulada por Colón y sus acompañantes; carro triunfal de oro y plata, estilo griego, representando a la joven América, con todas sus riquezas y hermosura; carro de la industria, con sus trofeos, herramientas; carros de las Bellas Artes, Ciencias y Agricultura; carro representando un vapor mercante y correo; y, finalmente, carro de la apoteosis de Cristóbal Colón. En el desfile participaron los empleados públicos, estudiantes de los distintos establecimientos públicos, funcionarios superiores y el ejército, que cerró el desfile.
El Teatro Colón fue el escenario de la ceremonia de premiación a los trabajos líricos y de prosa dedicados al descubridor, el 11 de octubre.  El premio principal lo recibió el licenciado Antonio Batres Jáuregui por su obra biográfica Cristóbal Colón y el Nuevo Mundo.
Morales dispuso que el desfile cívico del día 12, recorriera las calles de la ciudad y a su fin, a los pies del monumento provisional al descubridor del Nuevo Mundo, se celebrara la ceremonia de colocación de la «primera piedra», del monumento de Guatemala a Cristóbal Colón, en presencia de autoridades de gobierno y del cuerpo diplomático acreditado en el país. Posteriormente, los participantes se desplazaron a la plazoleta del Teatro para poner la primera piedra del monumento de la Colonia Italiana y luego se dirigieron al parque de La Reforma para la primera piedra del monumento de la colonia Española.

### Crisis del gobierno de Reina Barrios y renuncia de Morales

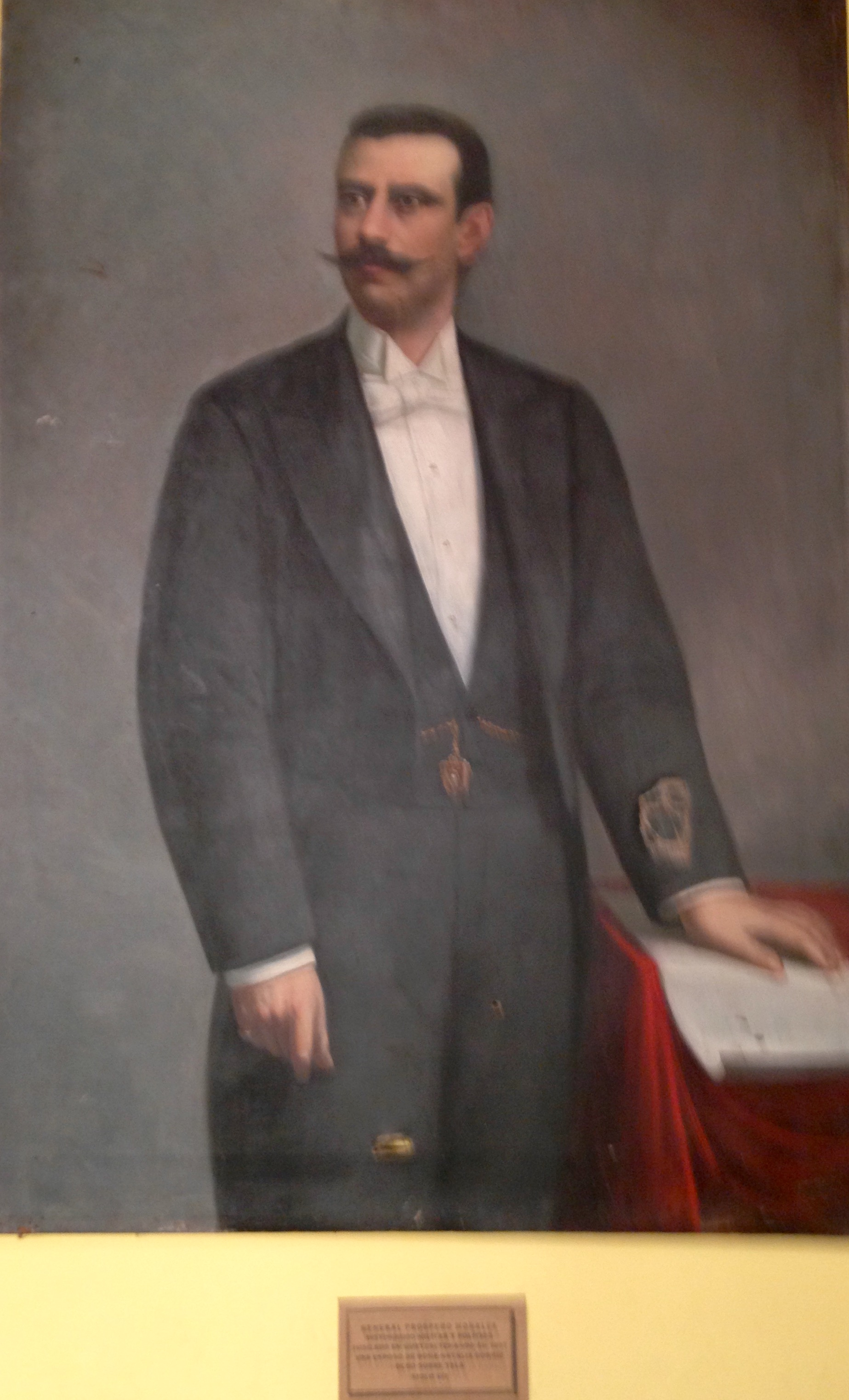
Retrato del licenciado Morales, realizado en 1893. Museo Nacional de Historia de Guatemala.

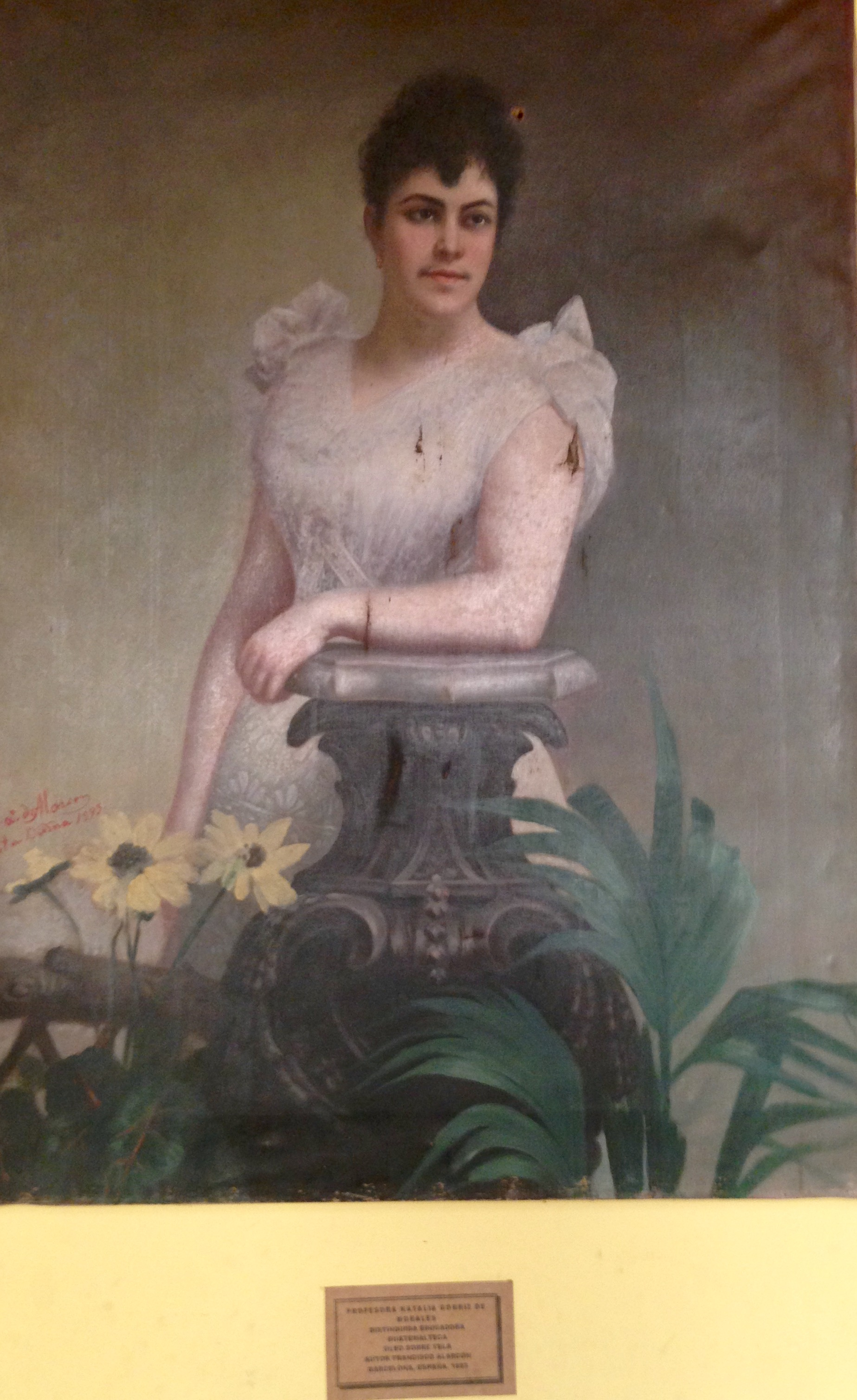
Natalia Górriz de Morales, esposa de Próspero Morales. Museo Nacional de Historia de Guatemala.

En enero de 1897 se iniciaron las revueltas en contra del gobierno de Reina Barrios; tras un ligero combate, invasores que intentaron derrocar al presidente fueron derrotados y sus líderes -Tadeo Trabanino, Braulio Martínez, Juan Vargas y Anselmo Fajardo- apresados, juzgados y fusilados el mismo día. Por esos mismos días empezaron a aparecer artículos de opinión en los que se tildaba al régimen de Barrios como tiránico, aduciendo que no se había permitido que se desarrollaran los partidos políticos que estaban garantizados por la ley. Y también hubo artículos que dudaban de la capacidad del gobierno para sacar adelante la Exposición Centroamericana y las elecciones presidenciales al mismo tiempo; las elecciones eran tema importante en ese momento, porque ya se había reportado que existía una moción para reformar la Constitución con la intención de eliminar la prohibición de la reelección, pero que no había procedido en 1896 porque no se reunieron los diez parlamentarios requeridos para iniciar el trámite; sin embargo, en febrero de 1897 ya se había reunido ese número de legisladores.
El 5 de marzo de 1897 Morales renunció para participar como candidato presidencial en las elecciones presidenciales programadas para ese año.  En su carta de dimisión dirigida al presidente Reina Barrios, Morales escribió: 
| «Desde que el año de 1892, el voto de los pueblos, en virtud de haberse puesto en práctica, el principio de la alternabilidad, consignado en la Constitución, os llamó al ejercicio de la primera magistratura de la República, he tenido la honra de cooperar en vuestra Administración, desempeñando [...] los cargos que a bien habéis tenido confiarme [...] y por los cuales he soportado constantemente los rudos ataques de mis adversarios en política y sufrido con calma las amargas censuras de partidarios demasiado susceptibles o impacientes. Mas no podría, señor Presidente, admitir la jefatura de una gran facción del partido [Liberal], y mucho menos la candidatura a la Presidencia de la República, desempeñando el honroso puesto que en vuestro gobierno os habéis servido encomendarme, ya porque quiero alejar todo motivo de que se crea que empleo en mi servicio los elementos oficiales, como sin razón se ha dicho por mis adversarios, [...] y porque quiero correr la misma suerte que mis amigos y correligionarios que comienzan a sufrir de parte de algunos empleados subalternos y que podrían con justicia achacarme que mientras ellos combaten en descubierto, yo me parapeto tras un elevado cargo, y en esa virtud, tengo la honra de presentaros respetuosamente mi formal e irrevocable renuncia de la Secretaría de Instrucción que desempeño». —Próspero Morales Secretario a cargo del despacho de Instrucción Pública 5 de marzo de 1897 |

A finales de marzo se publicaron fuertes editoriales contra el gobierno en el periódico opositor La República indicando que no se había concluido la línea del Ferrocarril del Norte y que para ello se necesitan casi doce millones de pesos guatemaltecos y que si se suspendían dichos trabajos, el costo del mantenimiento de lo ya construido costaría cerca de cuatro millones y medio de pesos guatemaltecos.  Los editores de La República acusaron al gobierno de despilfarrar el erario pues trató de hacerlo todo a la vez: aparte del Ferrocarril del Norte -que por sí solo hubiera traído grandes beneficios económicos a Guatemala- se habían construido bulevares, parques, plazas, edificios suntuosos, aparte de gastar tres millones de pesos guatemaltecos en la Exposición Centroamericana.
El 6 de mayo de ese año, Reina Barrios nombró a Morales como Jefe Político del Departamento de San Marcos; pero ya en ese mes era mayor el rechazo a la medida de reelección del presidente, la cual se calificó de atentado contra la Constitución y se rechazó emitir publicaciones en las que se favoreciera la misma. Por decreto de 24 de abril de 1897, la Asamblea Nacional Legislativa había prorrogado sus sesiones por el tiempo que fuera necesario.  Cuatro días más tarde, y unos pocos antes de ser disuelta por el presidente, por decreto número 360 de 28 de abril, nombraba primer y segundo designados a la presidencia, respectivamente, al licenciado Manuel Estrada Cabrera y al general Manuel Soto.
El 31 de mayo de 1897 fue disuelta la Asamblea Legislativa y para agosto la situación era insostenible.  Próspero Morales, siendo gobernador de San Marcos, se unió a las revoluciones que se desataron en contra del presidente, específicamente en Quetzaltenango.

### Elecciones presidenciales de 1898 e intento de invasión
En 1898 la Asamblea Legislativa convocó a la elección de presidente luego de que el 8 de febrero de ese año fuera asesinado el presidente José María Reyna Barrios y el licenciado Manuel Estrada Cabrera fuera nombrado presidente interino.  Aparte de Estrada Cabrera, los otros candidatos que se presentaron a la elección fueron: José León Castillo, quien contaba con cinco clubes castillistas en la capital y setenta en los departamentos, y quien era el candidato más fuerte; Francisco Fuentes, quien tenía la mayoría de sus partidarios en Quetzaltenango; y Próspero Morales.
Tras el fracaso de la revolución quetzalteca, Morales se asiló en Tapachula, México y al decepcionarse del proceso electoral que el presidente interino licenciado Manuel Estrada Cabrera había convocado, viajó a la Ciudad de México con el fin de organizar una invasión a Guatemala. En Tapachula recibió el apoyo de los coroneles Rodrigo Castilla y Víctor López, quienes vivían del lado guatemalteco de la frontera, en San Marcos -de donde Morales era originario. El 22 de julio de 1898, diez días antes de que se iniciaran las elecciones presidenciales, las fuerzas rebeldes provenientes de México y que sumaban unos sesenta hombres armados con rifles Máuser ingresaron a Guatemala para acabar con el régimen de Estrada Cabrera, pero su aventura fue repelida rápidamente, por una fuerza de cuatrocientos hombres y dos piezas de artillería.  Estrada Cabrera movilizó entonces una tropa de infantería de doce mil hombres a detenerlos, suspendió las garantías constitucionales y solicitó el auxilio de un buque militar inglés para que bombardeara el Puerto de Ocós y luego lo ocupara.
El comandante nombrado para combatir la invasión fue el expresidente Manuel Lisandro Barillas Bercián, quien en poco tiempo logró controlar la situación, derrotando a los rebeldes en Vado Ancho el 5 de agosto de ese año.

## Muerte
Durante las tres semanas que duró esta revolución, la prensa tuvo prohibido publicar cualquier noticia acerca del levantamiento y todos los telégrafos fueron intervenidos.
Existen varias versiones de lo que ocurrió con Morales:  un estudio de la Universidad Francisco Marroquín de 2008 indica que tras el fracaso de la invasión, los seguidores de Morales se dividieron; un grupo decidió retirarse a México y otros se quedaron con el líder opositor, quien anduvo deambulando por los Cuchumatanes durante varios días, hasta que el 14 de agosto decidió rendirse; llegó vivo hasta la aldea de San Sebastián, donde falleció, el 17 de ese mes.  Por su parte, el historiador Rafael Arévalo Martínez en su obra ¡Ecce Pericles! de 1945, indica que Morales fue hecho prisionero, y finalmente murió en prisión tres semanas después del inicio de su fracasada invasión; Finalmente, el exiliado guatemalteco Felipe Pineda C. en su libro Para la historia de Guatemala de 1902, indica que Morales ya estaba enfermo cuando invadió Guatemala, y sucumbió a su enfermedad, dando como resultado el fracaso de su expedición.